# Gada Ale
Le Gada Ale est un volcan d'Éthiopie.